# The Libertine
The Libertine è un film biografico del 2005 diretto da Laurence Dunmore, all'esordio nella regia, tratto dall'omonima opera teatrale di Stephen Jeffreys, adattata per il cinema dall'autore stesso, che narra la vera storia di John Wilmot, conte di Rochester (1647-1680), letterato e libertino inglese, amico dell'allora re Carlo II d'Inghilterra, morto a soli 33 anni di sifilide e per abuso di alcolici.

## Trama
Inghilterra, XVII secolo. John Wilmot, secondo conte di Rochester, rinchiuso nella Torre di Londra per aver offeso il re Carlo II con dei versi poetici, viene richiamato a corte dallo stesso sovrano per riuscire a risollevare il prestigio internazionale della nazione, nella quale i cittadini sono dediti ai vizi e alle passioni. Il conte è il primo rappresentante del libertinismo aristocratico dell'epoca; esperto, come ammette egli stesso, nelle tre più importanti occupazioni del suo tempo: la scrittura di versi, lo svuotamento di bottiglie e il riempimento di fanciulle.
Nonostante la sua raffinatezza e genialità nel comporre opere poetiche, la sua carriera non arriverà mai a un apice di successo, a causa del suo dedicarsi quasi esclusivamente ai piaceri. Viene incaricato dal re di progettare e dirigere un sontuoso spettacolo teatrale per mostrare la bellezza dell'Inghilterra al re di Francia, una vera e propria epopea al Regno di Carlo II.
John, assiduo frequentatore di teatri, inizia a interessarsi alla carriera di un'attrice emergente: Elizabeth Barry, detta Lizzie, per il cui amore e successivo abbandono cadde definitivamente in rovina. Intenzione del conte era, infatti, di aiutare Lizzie a diventare la più popolare attrice di teatro di Londra, cosa che, a dispetto delle aspettative dei suoi compagni, gli riesce.
Quando arriva il giorno della prima dell'opera commissionata da Carlo II, di fronte a un ambasciatore venuto direttamente da Parigi, il re e il pubblico tutto si aspettano un grande successo: John, invece, propone una sorta di parodia pornografica, che mostra apertamente la reale situazione della città in quel tempo. L'opera viene bruscamente interrotta e il Conte è costretto a darsi per 6 mesi alla macchia, per riuscire a sfuggire all'ira del re; il quale, dopo aver riposto in lui tutta la sua fiducia e le sue attenzioni, decide di non ucciderlo, bensì di condannarlo a soffrire fino all'ultimo il poco tempo che gli rimane da vivere (John è malato di sifilide).
John, ormai debilitato dalla sifilide, in punto di morte decide di redimersi pubblicamente dai suoi peccati, convertendosi al cristianesimo e dichiarando il suo amore a Lizzie, che nel frattempo ha dato alla luce una bimba, figlia del conte stesso; decide di aiutare il re a ottenere dal Parlamento i voti necessari affinché una legge contro lo stesso sovrano non venga approvata, forse per far sì che alla sua morte resti un buon ricordo, oltre il suo essere un libertino.
Infine, muore tra le braccia di sua moglie Elizabeth che, nonostante l'amore di John non fosse più per lei, gli era rimasta vicino lungo tutta la sua vita.

## Produzione
Il film è dedicato alla memoria di Mary Selway, Marlon Brando e Hunter S. Thompson.

### Cast
L'attore John Malkovich è stato scelto dal regista per interpretare il ruolo del re Carlo II poiché già nell'opera teatrale messa in scena nel 1996 a Chicago interpretava invece il ruolo di John Wilmot.

### Riprese
Le riprese del film si sono svolte sull'Isola di Man e nel Galles, nonché a Montacute House (che nel film è utilizzata per rappresentare l'Adderbury House dello scrittore), e a Charlecote Park.

## Distribuzione
The Libertine è stato presentato in anteprima mondiale al Toronto International Film Festival nel 2004. È stato poi distribuito nelle sale cinematografiche del Regno Unito il 18 novembre 2005, mentre in Italia il 10 febbraio 2006.

## Colonna sonora
La colonna sonora è stata composta da Michael Nyman, ed è contenuta nell'album The Libertine: Music for the Film by Laurence Dunmore, uscito nel novembre 2005.

### Tracce
- History of the insipid
- Upon drinking in a bowl
- Impromptu on an English court
- Upon nothing
- The maimed debauchee
- The wish
- The submission
- A ramble in St. James's Park
- The mistress
- Signior dildo
- Against constancy
- My Lord all-pride
- The imperfect enjoyment
- A satire against reason
- Rochester's farewell
- A satire upon mankind
- Upon leaving his mistress

## Accoglienza

### Incassi
The Libertine ha incassato 4.835.065 dollari nell'America del Nord e nel resto del mondo 6.016.999, per un totale di 10.852.064, contro un medio budget di 20 milioni.

## Riconoscimenti
- 2005 - Premi BAFTA
  - Migliore attrice non protagonista a Rosamund Pike